# Olavtoppen
Olavtoppen (nor. Szczyt Olafa) – szczyt na Wyspie Bouveta, norweskim terytorium zależnym. Jest to najwyższy szczyt Wyspy Bouveta.